# Штирбей, Джордже Барбу
Джордже Барбу Штирбей (рум. George Barbu Știrbei); 1 апреля 1828, Бухарест — 15 августа 1925, Париж) — румынский аристократ, политик, министр иностранных дел (15 июля 1866 — 21 февраля 1867). Монархист, меценат, театрал, основатель многих художественных инициатив.

## Биография
Родился 1 апреля 1828 в Бухаресте. Происходил из семьи олтенских бояр Бибеску. Клан прошёл быстрый социальный подъём после падения режима правления греков-фанариотов. Сын принца Димитрие Барбу Штирбея и брат министра Александру Б. Штирбея (отец премьер-министра Барбу Штирбея).
Учился в Париже, в Лицее Людовика Великого.
Был министром иностранных дел (15 июля 1866 — 21 февраля 1867).
В 1884 году женился на француженке Валери Симонен, выступавшей как писательница и художественный критик под псевдонимом Гюстав Алле; удочерил обеих её дочерей от первого брака — Консуэло Фульд и Жорж Ашиль-Фульд (обе стали художницами).
Похоронен на кладбище Пер-Лашез вместе с женой, а также одной из приемных дочерей.